# Mohovo
Mohovo är en ort i Kroatien.   Den ligger i länet Srijem, i den östra delen av landet, 260 km öster om huvudstaden Zagreb. Mohovo ligger 89 meter över havet och antalet invånare är 303.
Terrängen runt Mohovo är platt. Runt Mohovo är det ganska glesbefolkat, med 34 invånare per kvadratkilometer. Närmaste större samhälle är Vukovar, 19,8 km nordväst om Mohovo. I omgivningarna runt Mohovo växer i huvudsak blandskog.